# Jaimee Foxworth
Jaimee Foxworth (n. 17 decembrie 1979, Belleville, Illinois statul Illinois) este o actriță americană. Între anii 1989 - 1993 a jucat în filmul serial Family Matters, fiind desemnată ca și candidat pentru titlul Young Artist Award. Din anul 2000 va juca sub pseudonimul Crave diferite roluri în filme porno.
1. ↑  „Jaimee Foxworth”, Internet Movie Database, accesat în 13 iulie 2016